# Kazuhito Tanaka
Kazuhito Tanaka (田中 和仁 (Tanaka Kazuhito?); 16 maggio 1985) è un ex ginnasta giapponese.
Ha un fratello e una sorella, Yūsuke Tanaka e Rie Tanaka, anche loro ginnasti.

## Palmarès

### Olimpiadi
- 1 medaglia:
  - 1 argento (Londra 2012 a squadre)

### Mondiali
- 3 medaglie:
  - 2 argenti (Rotterdam 2010 a squadre; Tokyo 2011 a squadre)
  - 1 bronzo (Londra 2009 nelle parallele simmetriche)